# Franz Besemüller
Franz Besemüller (24. října 1849 Nová Ves u Chrastavy – 29. června 1918 Radčice) byl rakouský politik německé národnosti z Čech, poslanec Českého zemského sněmu.

## Biografie
Pocházel z rodiny pekaře z Nové Vsi u Chrastavy. Vychodil obecnou školu v rodné Nové Vsi. Vystudoval potom reálnou školu v Liberci. Následně nastoupil do písárny firmy Karl Anders und Co. v Chrastavě. Po absolvování vojenské služby začal pracovat v textilní továrně firmy Posselt v Jablonci. Později nastoupil na okresní hejtmanství v Liberci. V roce 1874 se přestěhoval do Radčic. Od roku 1874 působil coby samostatný obchodník v Radčicích. Šlo o obchod se smíšeným zbožím, který Besemüller vedl až do roku 1904. Od roku 1908 vedl také místní poštu.
Od doby, kdy se usídlil v Radčicích, byl členem místního obecního zastupitelstva. Od roku 1881 byl i členem okresního zastupitelstva a v letech 1892–1895 členem okresního výboru. Od roku 1895 zastával funkci okresního starosty v Liberci. Na tomto postu setrval od roku 1895 až do svého onemocnění v roce 1911. Od roku 1897 do roku 1911 byl členem liberecké obchodní a živnostenské komory. Zastával post předsedy správního výboru okresní spořitelny. Získal Řád Františka Josefa.
Zapojil se i do vysoké politiky. V doplňovacích zemských volbách v březnu 1900 byl zvolen na Český zemský sněm, kde zastupoval kurii venkovských obcí, obvod Liberec, Jablonec, Tanvald. Byl tehdy společným kandidátem německých pokrokářů a německých nacionálů. Mandát zde obhájil v řádných zemských volbách roku 1901. Uváděl se tehdy jako německý nacionální poslanec (Německá lidová strana). Zvolen zde byl i v zemských volbách roku 1908. Nadále patřil mezi německé nacionály. Rezignoval roku 1911.
Byl uváděn jako německý liberální kandidát (tzv. Ústavní strana).
Zemřel v červnu 1918 ve věku 70 let.
Jeho vnukem byl inženýr a technický úředník ve Štýrsku Emil Alfred Besemüller.